# Stari grad Prekovršac
Utvrda Prekovršac je bila srednjovjekovna utvrda smještena na sjevernoj strani Zrinske gore, iznad sela Prevršca u porječju rijeke Sunje, u današnjoj općini Donji Kukuruzari, a podigli su ju oko 1470. godine hrvatski knezovi Zrinski kao važan dio europskog bedema od najezde Osmanlija. Utvrda Prekovršac bila je čuvar puta preko Zrinske gore između Zrina i Gvozdanskog i pokupsko-savskih krajeva kao posljedica aktivnosti Nikole III. Zrinskog.
Prethodio mu je drveni kaštel Završki s feudalnom kurijom. Grad Prevršac prvi put se spominje pod imenom Prikovrški kaštel u ugovoru o međusobnom nasljeđivanju iz godine 1509. između Nikole III. Zrinskog i Ivana Karlovića, kad je nakon tragične bitke na Krbavskom polju 1493. godine zbog žestokih ratnih okršaja s Osmanlijama, smrt ratnika- branitelja bila sve češća i izvjesnija. Danas je taj grad teško dostupan zbog nepostojanja cestovne komunikacije, ali u znanstvenoj literaturi o sustavu hrvatske krajiške obrane u 16. stoljeću zauzima istaknuto mjesto po svome značajnom doprinosu protuturskom obrambenom sustavu, koji je preko stotinu godina uz goleme žrtve hrvatskog naroda usporavao i zadržavao tursko prodiranje ka Zagrebu i dalje prema Beču, u srednju Europu.

## Opis
Utvrda Prekovršac ima tlocrt u obliku nepravilnog trapeza, čija duža baza ima oko 30 m, a nasuprotna paralelna stranica ima oko 18 m, na međusobnom razmaku od 2 m. Kaštel je više puta rušen i dograđivan, često uz pomoć sjevernotalijanskih majstora fortifikacije, jednako kao i zrinski kaštel Gvozdansko, što potvrđuje velika sličnost tlocrta i načina zidanja, kao i njegova karakteristična kombinacija stilskih epoha kao posljedica čestog ratnog popravljanja i dogradnji kaštela, sve do njegovog dramatičnog razaranja, što posvjedočuju sačuvani arhivski izvori.
Dominira duh renesanse fortifikacijske arhitekture druge polovice 15. stoljeća, s klasičnim kaštelskim tlocrtom koji kombinira kružnu branič-kulu, polukule ili kule na uglovima i ravne poteze bedema, kako bi se omogućila zaprečna koordinirana vrata protiv približavanja protivničkih ratnih sprava ili lagumaša, jer je tada nastupila epoha laguma, topništva i drugog vatrenog oružja. Tako je kaštel Prekovrški zapravo imao promjenjivu funkciju, koju je tijek vremena proširivao i modificirao.

## Rušenje utvrde
Nakon pada Kostajnice 1556. godine okolica grada je zbog turske taktike spaljene zemlje bila opustošena i napuštena u takvoj mjeri da je sasvim onemogućena prehrana posade, unatoč višegodišnjim naporima Hrvatskog sabora da se hrana doprema iz Varaždina. Godine 1558. Ivan Lenković piše u svojem izvještaju o utvrdama u Hrvatskoj krajini da su utvrdu porušili sami Zrinski kako je Turci ne bi iskoristili za daljnja osvajanja.
Nakon završetka najžešćih ratova s Osmanlijama i nakon mira u Srijemskim Karlovcima 1699. godine, Prekovrški se spominje samo kao ruševina.

## Danas
Ostaci utvrde Prekovršac opstali su do danas unatoč tome što je utvrda stoljećima izvan upotrebe i ima značajan turistički potencijal zajedno s ostalim fortifikacijama Zrinske gore. Do ostatak utvrde dolazi se cestom iz Hrvatske Kostajnice ili Petrinje.